# Kevin Feige
Kevin Feige, född 2 juni 1973 i Boston, Massachusetts, är en amerikansk filmproducent och TV-producent. Han är direktör för Marvel Studios. Den 21 juli 2019 blev Avengers: Endgame, som han producerade, den mest inkomstbringande filmen genom tiderna.

## Biografi
Feige växte upp i Westfield, New Jersey. Hans morfar, Robert E. Short, var TV-producent på 1950-talet och arbetade med såpoperor som Guiding Light och As the World Turns.
I början av sin karriär var han assistent till verkställande producenten Lauren Shuler Donner för Volcano och Du har mail.
År 2000 anställdes han av Marvel som producent.

### Privatliv
Feige är gift med Caitlin, en sjuksköterska. Paret har två barn: en dotter född 2009 och en son född 2012.

## Filmproduktioner

### Producent
- 2008 – Iron Man
- 2008 – The Incredible Hulk
- 2010 – Iron Man 2
- 2011 – Thor
- 2011 – Captain America: The First Avenger
- 2012 – The Avengers
- 2013 – Iron Man 3
- 2013 – Thor: The Dark World
- 2014 – Captain America: The Winter Soldier
- 2014 – Guardians of the Galaxy
- 2015 – Avengers: Age of Ultron
- 2015 – Ant-Man
- 2016 – Captain America: Civil War
- 2016 – Doctor Strange
- 2017 – Guardians of the Galaxy Vol. 2
- 2017 – Spider-Man: Homecoming
- 2017 – Thor: Ragnarök
- 2018 – Black Panther
- 2018 – Avengers: Infinity War
- 2018 – Ant-Man and the Wasp
- 2019 – Captain Marvel
- 2019 – Avengers: Endgame
- 2019 – Spider-Man: Far From Home
- 2021 – Black Widow
- 2021 – Shang-Chi and the Legend of the Ten Rings
- 2021 – Eternals
- 2021 – Spider-Man: No Way Home
- 2022 – Doctor Strange in the Multiverse of Madness
- 2022 – Thor: Love and Thunder
- 2022 – Black Panther: Wakanda Forever
- 2023 – Ant-Man and the Wasp: Quantumania
- 2023 – Guardians of the Galaxy Vol. 3
- 2023 – The Marvels
- 2024 – Deadpool & Wolverine
- 2025 – Captain America: Brave New World
- 2025 – Thunderbolts*
- 2025 – The Fantastic Four: First Steps
- 2026 – Spider-Man: Brand New Day
- 2026 – Avengers: Doomsday

### Exekutiv producent
- 2002 – Spider-Man
- 2003 – Hulk
- 2004 – The Punisher
- 2004 – Spider-Man 2
- 2005 – Fantastic Four
- 2006 – X-Men: The Last Stand
- 2007 – Spider-Man 3
- 2007 – Fantastic Four: Rise of the Silver Surfer
- 2008–2012 – Iron Man: Armored Adventures (TV-serie)
- 2008 – Punisher: War Zone
- 2012 – The Amazing Spider-Man
- 2015–2016 – Agent Carter (TV-serie)
- 2021 – WandaVision (TV-serie)
- 2021 – The Falcon and the Winter Soldier (TV-serie)
- 2021 – Loki (TV-serie)
- 2021 – What If...? (TV-serie)
- 2021 – Hawkeye (TV-serie)
- 2022 – Moon Knight (TV-serie)
- 2022 – She-Hulk: Attorney at Law (TV-serie)
- 2022 – Ms. Marvel (TV-serie)
- 2022 – Werewolf by Night (TV-special)
- 2022 – The Guardians of the Galaxy Holiday Special (TV-special)
- 2022 – I Am Groot (TV-serie)
- 2023 – Secret Invasion (TV-serie)
- 2024 – Echo (TV-serie)
- 2024 – X-Men '97 (TV-serie)
- 2024 – Agatha All Along (TV-serie)
- 2024 – Marvel Zombies (TV-serie)
- 2025 – Your Friendly Neighborhood Spider-Man (TV-serie)
- 2025 – Daredevil: Born Again (TV-serie)
- 2025 – Ironheart (TV-serie)
- 2025 – Eyes of Wakanda (TV-serie)
- 2025 – Marvel Zombies (TV-serie)
- 2025 – Wonder Man (TV-serie)
- 2026 – Vision Quest (TV-serie)

### Medproducent
- 2003 – Daredevil
- 2003 – X-Men 2
- 2004 – Blade: Trinity
- 2005 – Elektra

### Associerad producent
- 2000 – X-Men